# Heinz-Dietrich Doebner
Heinz-Dietrich Doebner (Berlino, 11 marzo 1931 – Monaco di Baviera, 4 ottobre 2022) è stato un fisico tedesco, primo rettore dell'Università di Osnabrück.

## Biografia
Dopo aver conseguito il dottorato in scienze naturali (Dr. rer. nat.) il 25 luglio 1962 presso la Libera Università di Berlino sotto la supervisione di Günther Ludwig, nel 1965 conseguì l'abilitazione all'insegnamento universitario presso l'Università di Marburgo. Nel '69 fu nominato professore ordinario di fisica teorica presso l'Università tecnica di Clausthal. In tale ateneo diresse l'Istituto Arnold Sommerfeld per i metodi matematici in fisica.
Si ritirò all'insegnamento nel 1999.
Il 21 luglio del medesimo anno fu insignito della Medaglia Werner Heisenberg da parte della Fondazione Alexander von Humboldt.
Morì il 4 ottobre 2022 a Monaco di Baviera.